# 胸罩歷史

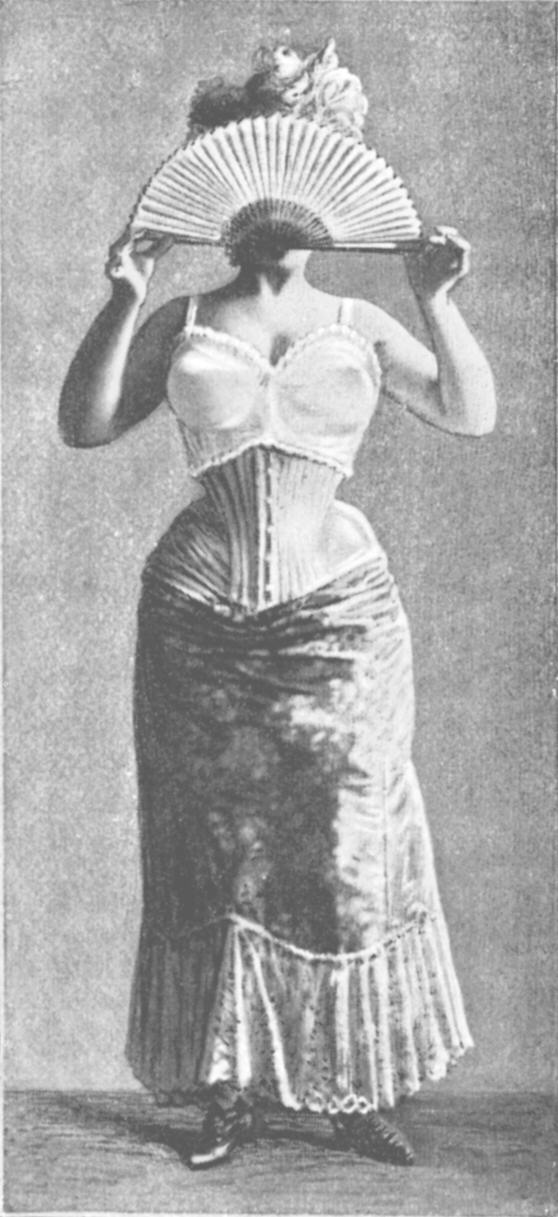
1900年胸罩广告

胸罩历史不可避免地与女性社会地位的历史联系在一起，也与时尚和人们对身体的看法的改变有关。
女人们曾用各種不同的服装或衣物包裹身体，遮掩或者修饰乳房的外观，从14世纪以后，西方上层女性身上最主要的内衣是束腰，束腰可以挤压并抬高乳房。在19世纪的后半期，束腰的形式更多了，一种上方从肩上挂下来并束缚躯干下部的束腰开始出现。
到19世纪末期，胸罩代替束腰成为承托乳房的主要工具。20世纪初接近现代样式的胸罩开始出现，到20世纪30年代开始还没有大规模生产。从那以后胸罩彻底代替了束腰（不過少数人用吊帶背心代替胸罩），整个二十世纪，流行趋势都更加倾向于胸罩，胸罩制造业成为规模巨大的行业。

## 概况
纵观历史记载，女性曾有各种衣物和器件遮蔽和提升自身的乳房。类似于胸罩或比基尼的衣服，早在公元前14世纪的米诺斯文明时期就被女运动员使用。
16世纪开始，西方世界的富裕女性穿着束身内衣来提升乳房。19世纪中后期，服装设计师尝试各种紧身胸衣的替代品，尝试将紧身衣分成多个部分，用束缚器件包围下半身，上半身以肩膀悬停乳房。
20世纪初出现的服装接近现代胸罩，但大批量的商业化生产直至20世纪30年代才出现。由于金属短缺，二战期间鼓励放弃紧身胸衣。到停火时，欧美有时尚意识的女性都穿着胸罩，并将其传至亚洲、非洲和拉丁美洲。
如同其他服装，胸罩最初由小厂家缝制后分发给各零售商。术语“罩杯”于1916年诞生，制造商依靠伸缩罩杯，适应不同大小的乳房:73。乳房较大或下垂的女性选择长线胸罩。
1932年10月，S.H.Camp and Company发明用A到D的字母，来表达女性乳房的大小和下垂程度，这种用字母标示乳房的方法，在1933年2月的《紧身胸衣和内衣概览》杂志上发表。1937年，华纳开始在产品中运用罩杯尺寸:101。20世纪30年代，扣眼的引入使得肩带得以调整。
此后，胸罩取代紧身胸衣。胸罩的生产和销售已成为价值数十亿美元的产业链。随着时间的推移，胸罩的强调内容在很大程度从功能转为时尚:33。

## 古代

### 埃及
古埃及妇女习惯袒胸露乳。最常见的女装是裙子和紧身连衣裙Kalasiris，是一块对折的长方形布，下缘被缝。Kalasiris可能覆盖一侧或两侧肩膀，带肩带，从乳房底部伸至肩膀处，下摆一般触及脚踝。其变种版本是条交叉绑带，一部分在乳房左侧。为了工作时更加舒适，短Kalasiris主要由一般妇女或奴隶穿着。

### 印度
尽管古印度的大多数女性雕塑缺少上衣，但不乏穿胸罩的古代印度妇女。印度历史上首个胸罩雏形诞生于公元前1世纪戒日王朝时期。到毗奢耶那伽罗王朝，缝制胸罩和上衣风行，城市洋溢着专门制贴身服装的裁缝。半袖紧身胸衣在文学上十分显著，尤其是公元1237年的《婆娑罗往世书》就写年轻女孩穿这种衣服。

### 希腊
穿着专门约束女性乳房的服饰可追溯至古希腊。米诺斯文明的中心克里特岛一副描绘女性运动会的壁画，就出现了“比基尼”。克里特岛上3000年前的米诺斯妇女，穿着的服装半掩乳房，这种衣着风格最有名的例子是蛇妖，她们的服装类似现代的紧身蕾丝胸衣。支撑器件穿在其他衣服的外面，支撑并上推暴露的乳房，使其更为明显。后来的迈锡尼文明强调的特殊宗教文化意义。
古希腊女性常被描绘成随意地披着透明的服装，将乳房暴露。妇女穿的apodesmos（希臘語：ἀπόδεσμος），后来发展成stethodesmē（希臘語：στηθοδέσμη）、mastodesmos（希臘語：μαστόδεσμος）和mastodeton（希臘語：μαστόδετον），都是乳带的意思，是一条棉的或亚麻布的包裹整个乳房，在背部捆绑或固定的带子。

### 中国
肚兜在明朝的贵妇人中流行，在清朝也很常见。

## 20世纪及现代

### 2000年代
胸罩厂商所面临的两大设计挑战似乎自相矛盾。一方面，小号胸罩满足低胸的需求，减少外衣线条的干扰；另一方面，因為体重和胸围尺寸的增加，导致对大号胸罩的需求不断增加。10年的时间内，英国常见的胸罩尺寸从34B飙升至36，仅2001年英国就售出27%的D罩杯或以上的胸罩。
胸罩设计在2000年代又有兩個大型的設計理念更改。模塑一体成型的无缝胸罩罩杯无处不在。这些热成型的胸罩周围由合成纤维或泡沫填充，用以维持其形状。采用这种结构的文胸包括胸垫及所谓的T恤胸罩。另外，花卉或图案印刷的印刷设计在2000年代普及。胸罩常与内裤相配，几乎与两件式泳衣无别。
胸罩引领了价值数十亿美元的产业（例如美國2001年銷售額$1500萬美元，英國銷售額$100萬英鎊鍞美元），汉佰公司在内的大型企业垄断了胸罩行业。维多利亚的秘密在全球亦负盛名。
胸罩的未來